# Metaleptus hondurae
Metaleptus hondurae là một loài bọ cánh cứng trong họ Cerambycidae.